# Tendres Passions
Série
Étoile du soir
(1996)
Pour plus de détails, voir Fiche technique et Distribution.
Tendres Passions (Terms of Endearment) est un film américain réalisé par James L. Brooks, sorti en 1983. Adapté du roman du même nom de Larry McMurtry, il narre l'histoire d'une mère et de sa fille qui entretiennent des relations très tendues.
Le film est un succès public et critique aux États-Unis. Il reçoit de nombreuses récompenses, notamment cinq Oscars, dont celui du meilleur film. Le film est cependant très mal accueilli par la critique française à sa sortie qui lui reproche sa vulgarité et son humour déplacé.

## Synopsis
Restée veuve, Aurora Greenway (Shirley MacLaine) a plusieurs prétendants mais les tient à distance, préférant se concentrer sur la relation étroite qu'elle a avec sa fille Emma (Debra Winger) qu'elle domine. Soucieuse d’échapper à sa mère, Emma épouse Flap Horton (Jeff Daniels), un jeune professeur d’université, malgré les objections de sa mère ; elle s’en va et a trois enfants. En dépit de leurs fréquentes querelles et de leurs difficultés à s’entendre, Emma et Aurora conservent entre elles un lien qui ne peut être rompu et elles restent en contact par téléphone.
La famille Horton se heurte rapidement à des difficultés financières et conjugales. Emma a du mal à s'occuper des enfants et du ménage, et son mari et elle ont tous deux des liaisons extraconjugales. Emma a de plus en plus besoin du soutien affectif de sa mère. Pendant ce temps Aurora, restée seule, se reprend en main et a le coup de foudre pour son voisin d’à côté, Garrett Breedlove (Jack Nicholson), un astronaute retraité.
La famille Horton quitte Houston et va habiter à Des Moines puis au Nebraska, officiellement à cause de la carrière du mari, mais surtout pour que ce dernier puisse être à côté de sa petite amie. On diagnostique chez Emma un cancer, bientôt en phase terminale. Aurora reste aux côtés d'Emma pendant son traitement et son hospitalisation, même lorsqu’elle doit faire face à sa propre douleur après que Garrett a soudainement mis fin à leur relation. Emma en mourant montre son amour pour sa mère en lui confiant ses propres enfants. Après la mort d’Emma, Garrett réapparaît dans la vie familiale et commence à nouer des liens avec les jeunes enfants d’Emma.

## Fiche technique
Sauf indication contraire, les informations mentionnées dans cette section peuvent être confirmées par la base de données cinématographiques IMDb,  présente dans la section « Liens externes ».
- Titre français Tendres Passions
- Titre original : Terms of Endearment
- Réalisation : James L. Brooks
- Scénario : James L. Brooks, d'après le roman Terms of Endearment de Larry McMurtry, Simon & Schuster, New York, 1975,  (ISBN 9780671221027)
- Musique : Michael Gore
- Décors : Polly Platt
- Costumes : Kristi Zea
- Photographie : Andrzej Bartkowiak
- Son : James R. Alexander
- Montage : Richard Marks
- Production : James L. Brooks
- Société de production : Paramount Pictures
- Montage : Richard Marks
- Société de production : Paramount Pictures
- Société de distribution : 
  -  États-Unis : Paramount Pictures (États-Unis)
  -  France : Cinéma International Corporation (1984) / Les Acacias (reprise 2022)
- Pays de production :  États-Unis
- Budget : 8 millions de dollars[3]
- Langue originale : anglais
- Genre : comédie dramatique
- Durée : 132 minutes
- Dates de sortie :
  - États-Unis : 23 novembre 1983
  - France : 4 avril 1984
- Affiche : Jouineau Bourduge (France)

## Distribution
- Shirley MacLaine (VF : Martine Sarcey) : Aurora Greenway, la mère d'Emma
- Debra Winger (VF : Joëlle Brover) : Emma Greenway Horton, la fille d'Aurora
- Jack Nicholson (VF : Jean-Pierre Moulin) : Garrett Breedlove, le voisin d'Aurora
- Danny DeVito (VF : Roger Lumont) : Vernon Dalhart
- Jeff Daniels (VF : Patrick Poivey) : Flap Horton, le mari d'Emma
- John Lithgow (VF : Patrick Préjean) : Sam Burns
- Lisa Hart Carroll (VF : Anne Kerylen) : Patsy Clark, une amie d'Emma
- Huckleberry Fox (VF : Jackie Berger) : Teddy Horton (Tom en VF), fils d'Emma et Flap
- Troy Bishop (VF : Fabrice Josso) : Tommy Horton, fils d'Emma et Flap
- Kate Charleson (VF : Christine Delaroche) : Janice, la maîtresse de Flap
- Lelise Folse (VF : Maïk Darah) : Doris, la blonde qui refuse de suivre Gerrett chez lui
- Judy Dickerson (VF : Sylvie Feit) : la caissière (comme Judith A. Dickerson)
- Dana Vance (VF : Monique Thierry) : Victoria
- Alexandra O'Karma (VF : Dominique MacAvoy) : Jane
- Betty King (VF : Jane Val) : Rosie Dunlop
- Albert Brooks : Rudyard, le mari d'Aurora (voix)

## Production

### Genèse et développement
Le film s'inspire du roman Terms of Endearment de Larry McMurtry, publié en 1975 (en France en 1984 sous le titre Tendres Passions). Les droits du roman sont un temps détenus par l'actrice Jennifer Jones, qui veut le produire avec son mari millionnaire Norton Simon. L'actrice souhaite revenir sur le devant de la scène avec ce projet. Cependant, le projet est repis par Paramount Pictures[réf. à confirmer].
Tendres Passions est le premier long métrage réalisé par James L. Brooks, qui avant cela officiait comme producteur de séries télévisées comme Room 222 et The Mary Tyler Moore Show. Il produit son film pour le compte de la Paramount. Il fondera quelques années plus tard sa société, Gracie Films.

### Attribution des rôles
Le rôle de l'astronaute Garrett Breedlove, qui n'apparait pas dans le roman original de Larry McMurtry, est à l'origine prévu pour Burt Reynolds. Cependant l'acteur est déjà engagé dans un autre tournage, le rôle fut attribué à James Garner. Après certaines querelles entre Garner et le réalisateur à propos d'interprétations divergentes du rôle, celui-ci échut à Jack Nicholson.
Le rôle d'Emma est envisagé pour Sissy Spacek. Janet Leigh et Jamie Lee Curtis, mère et fille, seront également envisagées pour incarner respectivement Aurora Greenway et Emma Horton. Jodie Foster refusera le rôle d'Emma, préférant se concentrer sur ses études. Louise Fletcher est quant à elle envisagée pour incarner Aurora[réf. à confirmer].
Shirley MacLaine refuse le rôle du Dr. Lesh dans Poltergeist (1982) pour jouer dans ce film. Le rôle de Patsy est initialement proposé à Kim Basinger, qui préfère tourner L'Homme à femmes (1983)[réf. à confirmer].

### Tournage
Le tournage a lieu de mars à juillet 1983. Il se déroule au Texas (Houston, Texas City, River Oaks), au Nebraska (Lincoln - notamment son université, Kearney), dans le Kansas (Junction City) ainsi qu'à New York.

## Accueil

### Critique
La critique américaine apprécie bien le long métrage, en citant l'humanisme de Brooks, et son habileté à surfer entre comédie et mélodrame. Richard Schickel compare même Brooks à Preston Sturges ou Woody Allen.
Sur l'agrégateur américain Rotten Tomatoes, il récolte 77% d'opinions favorables pour 53 critiques et une note moyenne de 7,51⁄10. Sur Metacritic, il obtient une note moyenne de 79⁄100 pour 10 critiques.
La critique française démolit le film à sa sortie, en le comparant avec les feuilletons télévisés américains, plutôt méprisés par la presse à l'époque. Depuis les années 2010 (même si cela commença en 2005 avec La Lettre du cinéma), le film est réévalué par les cinéphiles,,,.
Le film figure dans l'ouvrage 1001 films à voir avant de mourir.

### Box-office
Le film connait un joli succès au box-office, avec 108 423 489 $ récoltés sur le sol américain, pour un budget de seulement 8 millions. En France, Tendres Passions attire 867 673 spectateurs en salles.

## Distinctions

### Récompenses
- Oscar du meilleur film – James L. Brooks, producteur
- Oscar du meilleur réalisateur – James L. Brooks
- Oscar de la meilleure actrice – Shirley MacLaine
- Oscar du meilleur acteur dans un second rôle – Jack Nicholson
- Oscar du meilleur scénario adapté – James L. Brooks
- Golden Globe Award : Meilleur film dramatique
- Golden Globe Award : Meilleure actrice dans un film dramatique – Shirley MacLaine
- Golden Globe Award : Meilleur acteur dans un second rôle - Jack Nicholson
- Golden Globe Award : Meilleur scénario – James L. Brooks
- Directors Guild of America Award de la meilleure réalisation pour un film – James L. Brooks
- New York Film Critics Circle Award pour le meilleur film
- New York Film Critics Circle Award pour la meilleure actrice - Shirley MacLaine
- New York Film Critics Circle Award pour le meilleur second rôle - Jack Nicholson
- LAFCA du meilleur film

### Nominations
- Golden Globe Award : Meilleur réalisateur – James L. Brooks
- Oscar de la meilleure actrice – Debra Winger
- BAFTA Award pour la meilleure actrice – Shirley MacLaine
- Golden Globe Award : Meilleure actrice dans un film dramatique – Debra Winger
- Oscar du meilleur acteur dans un second rôle – John Lithgow
- Oscar de la meilleure direction artistique - Polly Platt & Tom Pedigo
- Oscar du meilleur montage – Richard Marks
- Oscar de la meilleure musique de film – Michael Gore
- Oscar du meilleur mixage de son – Donald O. Mitchell, Rick Kline, Kevin O'Connell, James R. Alexander

## Suite
Une suite intitulée Étoile du soir est réalisée par Robert Harling et sort en 1996. Shirley MacLaine et Jack Nicholson y reprennent leur rôle. Le film est assez mal accueilli par la critique et est un échec au box-office. Ce film est parfois présenté comme la pire suite de tous les temps[réf. à confirmer].